# Hachisuka Masakatsu
En aquest nom japonès, el cognom és Hachisuka.
Hachisuka Masakatsu (蜂须贺正胜, Hachisuka Masakatsu 1525-1585) va ser un samurai del període Azuchi-Momoyama de la història del Japó.
Masakatsu va servir primerament sota les ordres d'Oda Nobunaga i posterior a la mort d'aquest va passar al servei de Toyotomi Hideyoshi, que li va atorgar un feu valorat en els 10.000 koku.